# Carl Fletcher
Carl Neil Fletcher (*Surrey Heath, Surrey, Inglaterra, 7 de abril de 1980), exfutbolista galés. Jugó de volante.

## Selección nacional
Fue internacional con la Selección nacional de fútbol de Gales, jugó 36 partidos internacionales anotó 1 gol.

## Clubes
| Club              | País       | Año       |
| ----------------- | ---------- | --------- |
| AFC Bournemouth   | Inglaterra | 1998-2004 |
| West Ham United   | Inglaterra | 2004-2005 |
| Watford FC        | Inglaterra | 2005      |
| Crystal Palace FC | Inglaterra | 2006-2008 |
| Nottingham Forest | Inglaterra | 2008      |
| Crystal Palace FC | Inglaterra | 2008-2009 |
| Plymouth Argyle   | Inglaterra | 2009-2012 |